# 오토모노 사카노우에노 이라쓰메
오토모노 사카노우에노 이라쓰메(일본어: 大伴坂上郎女, ? ~ ? )는 《만엽집》에 수록된 시인이다. 오토모노 야스마로와 이시카와 내명부의 딸이다. 오토모노 다비토와는 이복남매이고, 오토모노 야카모치의 숙모이자 장모가 된다. 《만엽집》에는 장가, 단가를 합쳐 84수가 수록되어 있어 누카타노 여왕 이후 최대의 여성 시인이다.
13세 무렵에 호즈미 황자에게 시집가지만 영귀 원년(서기 715년) 사별한다. 이후 궁궐 내명부에 남아 있다가 미래의 쇼무 천황과 친교를 맺었고, 후에는 개인적으로 노래를 짓기 시작했다. 이후 후지와라노 마로의 애인이 되지만 마로도 일찍 여의고 요로 말년에 이복오라비 오토모노 스쿠나마로와 결혼한다. 스쿠나마로와의 사이에서 오이라쓰네, 오토이라쓰네를 낳았다. 그러나 33세 무렵 가족과 모두 사별하고, 이후 대재부 발령을 받은 뒤 홀아비가 된 오토모노 다비토에게 가서 야카모치, 가쿠모쓰 등을 양육하며 지냈다.
이라쓰메의 시 작풍은 기교적이면서도 풍부한 서정성을 지니고 있다. 그녀의 수많은 남성과의 사랑노래는 어쩌면 실제 체험에 기반한 것이 아닌가 하는 설도 있다.
사카노우에노 라는 통칭은 사카노우에노 리(오늘날의 나라 시 호우렌 정 북정)에 살았기 때문에 붙은 것이라 한다.